# ダラハラ塔
ダラハラ（ネパール語: धरहरा、英語: Dharahara）またはダラハラ塔・ダラハラタワーは、ネパールのカトマンズにある円柱型の白い塔。
最初の建造は1832年に遡り、正確な高さは61.88mである。ネパールの首相ビムセン・タパが建てたため、ビムセン塔・ビムセンタワー（英語: Bhimsen Tower）とも呼ばれる。タワーを含むカトマンズ盆地はユネスコの世界遺産に登録されている。
1934年のビハール・ネパール地震で倒壊した後、再建された。長年にわたって立入禁止とされていたが、2005年から一般公開され、市内を一望できる観光名所となっていた。しかし、2015年4月25日に起きた地震で再び基礎を残して崩壊した。
ネパール政府は翌2016年に再建を決定。2018年12月27日にK.P.シャルマ・オリ首相により起工式が行われ、2021年4月24日に完成した。

## 外部リンク

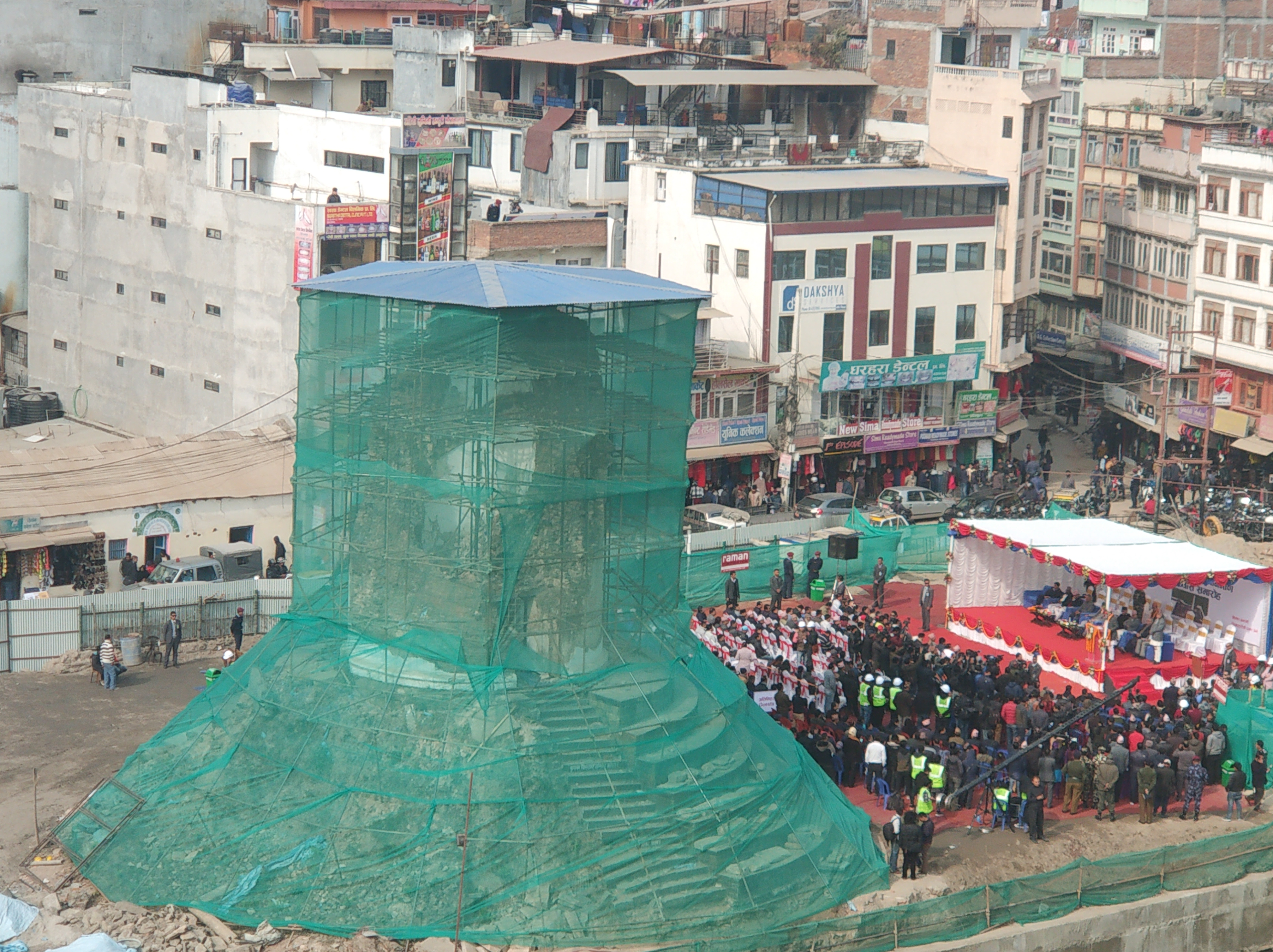
倒壊したダラハラ塔の起工式。金網で保護されている。2018年12月27日。
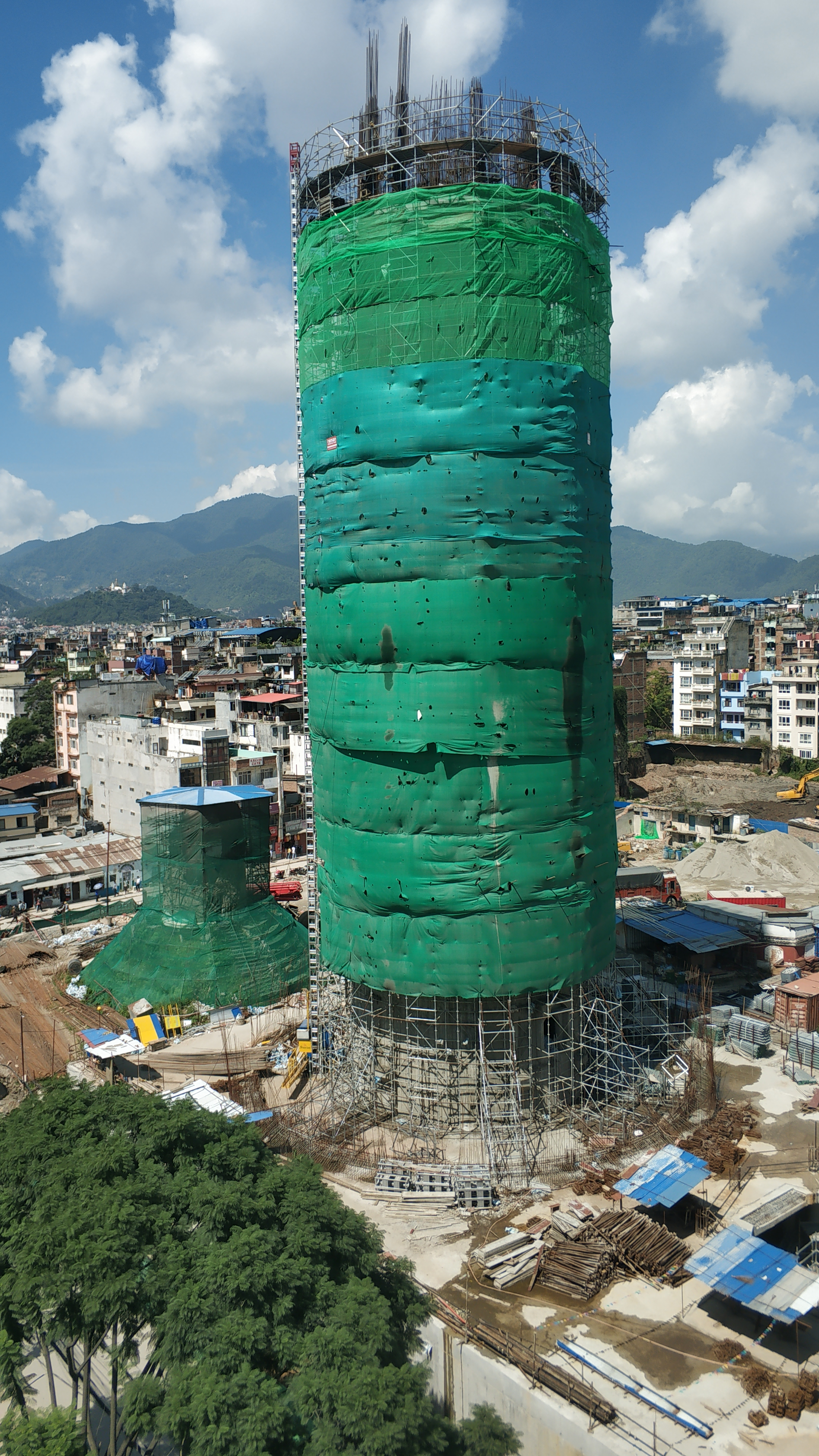
再建中のダラハラ。2020年9月。